# Carlo Evasio Soliva
Carlo Evasio Soliva (Casale Monferrato (Piemont), 27 de novembre, 1791 – París (França), 20 de desembre, 1853), va ser un compositor i músic italià suís.

## Biografia
Fill de Giovanni, una cafeter originàri de Semione, i de Lucia Cima, d'Olivone. Es va graduar en piano i composició al Conservatori de Milà (1815), on va ser alumne de Bonifazio Asioli i Vincenzo Federici. El 1816 va debutar al "Teatro alla Scala" amb el melodrama heroic-còmic en dos actes La testa di bronze, amb llibret de Felice Romani dirigit per Vincenzo Lavigna amb Claudio Bonoldi i Filippo Galli (baix), que va tenir 47 representacions i va ser admirat per Stendhal. Stendhal elogiava la «vida dramàtica» de l'òpera, que reconeixia mancada de virtut cantant, però de capacitat en peces de conjunt i recitatius:
| « | "La seva òpera és la més ferma, la més inflamada, la més dramàtica que he sentit mai. No hi ha un moment de languidesa". | » |

Estilísticament, El cap de bronze denota reminiscències mozartianes en la caracterització musical dels personatges, una maduració orquestral derivada de les experiències de Cherubini i Mayr i la vivacitat escènica del jove Rossini.
Les obres posteriors de Soliva (Berenice d'Armenia de 1816 per al llibret de Jacopo Ferretti amb Teresa Belloc-Giorgi, Giovanni Battista Velluti i Claudio Bonoldi al "Teatro Regio" de Torí, La zingara dell'Asturia, 1817 amb Francesca Maffei Festa La Scala; Giulia e Sesto Pompeo, 1818 a La Scala, Elena e Malvina, 1824 amb Giovanni Battista Verger, la Belloc-Giorgi i Francesca Maffei Festa a la Scala) va tenir, en canvi, un èxit tèbi, i, encara que no va poder seguir el ritme imperant de Rossini; ja van demostrar l'avenç cap a una sensibilitat preromàntica. Abandonada, gairebé segurament per motius polítics, Milà, ciutat on va conèixer entre d'altres Giacomo Ciani, posteriorment padrí del seu fill Napoleó, el 1821 va ser professor de cant a Varsòvia, on va conèixer Fryderyk Chopin; l'11 d'octubre de 1830 va dirigir l'estrena del Concert núm. 1 amb el compositor al piano. El 1832 va assumir diverses funcions musicals a la cort de Sant Petersburg. Després d'haver marxat de Rússia el 1841, es va quedar a Semione a la casa del seu pare el 1843. Des de 1844 residí a París, on donà classes de cant i compongué música de cambra vocal i instrumental. A París va conèixer George Sand i a la mateixa ciutat va morir als 62 anys. Com Chopin, està enterrat al cementiri del Père-Lachaise davant del que va ser la tomba de Vincenzo Bellini.
Va compondre cinc òperes, molta música sacra (Te Deum, Salve Regina, Pater Noster, Veni Creator Spiritus, etc.) i música de cambra.

## Obres líriques
- 1816 - La testa di bronzo
- 1817 - La Zingara delle Asturie
- 1817 - Berenice d'Armenia
- 1818 - Giulia e Sesto Pompeo
- 1824 - Elena e Malvina